# Stemma della Serbia e Montenegro

Stemma della Repubblica Federale di Jugoslavia e successivamente di Serbia e Montenegro

Lo stemma della Repubblica Federale di Jugoslavia venne ufficialmente adottato dal parlamento federale nel 1994 e rimpiazzò lo Stemma della Jugoslavia socialista che era rimasto in vigore dal 1992 al 1994 dopo il collasso della Repubblica Socialista Federale di Jugoslavia. Lo stemma è rimasto in uso anche dopo il 2003 quando la Repubblica Federale assunse la denominazione di Serbia e Montenegro e fino al 2006, quando la federazione si è dissolta.
Lo stemma rappresenta un'aquila bicipite argento in campo rosso con becco e artigli d'oro ed uno scudo diviso in quattro parti in cui sono rappresentati i simboli della Serbia e del Montenegro. Nel primo e nel quarto è rappresentata la Croce serba, mentre nel secondo e nel terzo e rappresentato il leone d'oro simbolo della dinastia Petrović-Njegoš, la casa regnante del Montenegro.
Lo stemma venne inizialmente proposto dal Dr. A. Palavestra nel 1992. La versione finale adottata ebbe gli stessi simboli proposti ma con uno stile grafico differente.
Lo stemma era presente al centro su campo rosso nella bandiera di prora delle unità navali militari della federazione.